# Ед Гамм
Едвард Бартон Гамм (англ. Edward Barton Hamm; нар. 13 квітня 1906 — пом. 25 червня 1982) — американський легкоатлет, який спеціалізувався в стрибках у довжину.

## Із життєпису
Олімпійський чемпіон зі стрибків у довжину (1928).
Чемпіон США та переможець олімпійських відбіркових змагань США (1928) та бронзовий призер чемпіонату США (1927) зі стрибків у довжину.
Ексрекордсмен світу зі стрибків у довжину (7,90; 1928).
По завершенні спортивної кар'єри займався тренерською діяльністю, пізніше — працював на The Coca-Cola Company.